# Manuel Lujan

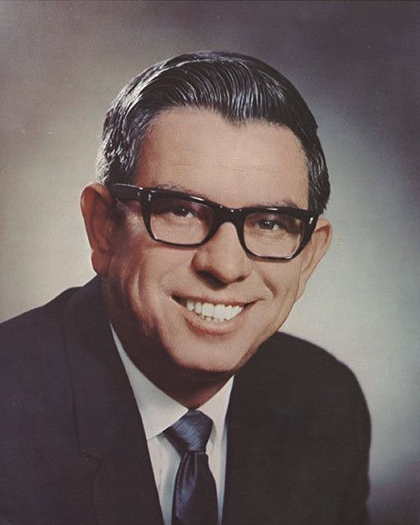
Manuel Lujan

Manuel Lujan Jr. (* 12. Mai 1928 in San Ildefonso Pueblo, New Mexico; † 25. April 2019 in Albuquerque, New Mexico) war ein US-amerikanischer Politiker. Er war von 1989 bis 1993 Innenminister der Vereinigten Staaten. Zwischen 1969 und 1989 vertrat er den ersten Wahlbezirk des Bundesstaates New Mexico im US-Repräsentantenhaus.

## Frühe Jahre
Manuel Lujan wurde auf einer kleinen Farm in der Nähe einer Indianersiedlung im Santa Fe County geboren. Sein Vater war Bürgermeister von Santa Fe. Bis 1946 besuchte Manuel die St. Michael’s High School in Santa Fe und danach das St. Mary’s College in San Francisco. Zuletzt besuchte er noch bis 1950 das College of Santa Fe. Im selben Jahr trat er der Reserve der Nationalgarde bei. Nach seiner Schulzeit arbeitete er im familieneigenen Versicherungsunternehmen.

## Politischer Aufstieg
Lujan wurde Mitglied der Republikanischen Partei und bewarb sich 1964 erfolglos um einen Sitz im Senat von New Mexico. Zwischen 1972 und 2004 nahm er an insgesamt acht Republican National Conventions als Delegierter teil und war zwischenzeitlich stellvertretender Parteichef in New Mexico. 1968 wurde er in das US-Repräsentantenhaus gewählt, wo er am 3. Januar 1969 Thomas G. Morris ablöste. Nachdem er in den folgenden 20 Jahren jeweils wiedergewählt worden war, konnte er sein Mandat im Kongress bis zum 3. Januar 1989 ausüben. Im Jahr 1988 hat er auf eine erneute Kandidatur verzichtet.

## Innenminister der Vereinigten Staaten
Nach dem Regierungsantritt von Präsident George Bush wurde Lujan als neuer Innenminister der Vereinigten Staaten in dessen Kabinett berufen. Bereits unter Präsident Ronald Reagan war er für dieses Amt im Gespräch gewesen. Als Innenminister löste Lujan im Februar 1989 Donald P. Hodel ab. Lujan blieb während der gesamten Amtszeit von Präsident Bush auf diesem Posten. Dabei geriet er zeitweise wegen seiner Unterstützung der Ölförderung vor der kalifornischen Küste in die Kritik von Umweltschützern.

## Weiterer Lebenslauf
Im Jahr 1994 wurde Lujan als möglicher Kandidat für die Gouverneurswahl in New Mexico ins Gespräch gebracht. Er lehnte aber eine solche Kandidatur ab. Er starb 2019 in Albuquerque. Seine Nichte Michelle Lujan Grisham war von 2013 bis 2018 Kongressabgeordnete für den ersten Wahlbezirk des Staates New Mexico und ist seit Anfang 2019 Gouverneurin des Bundesstaates New Mexico.